# Eparchia di Anadyr'

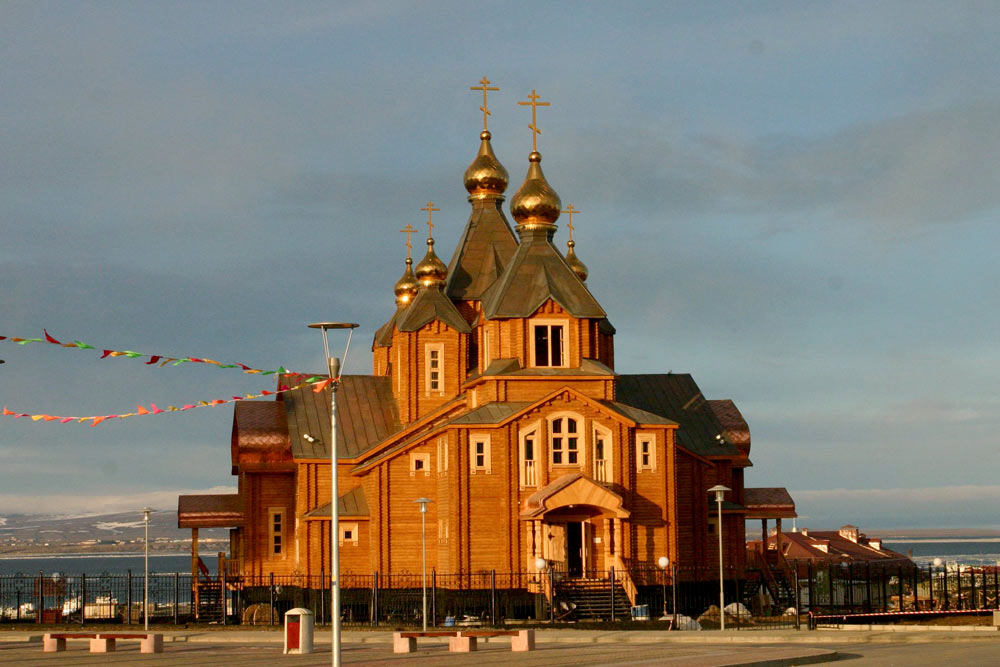
La cattedrale della Trinità di Anadyr'.

L'eparchia di Anadyr' (in russo Анадырская епархия?) è una diocesi della Chiesa ortodossa russa.

## Territorio
L'eparchia comprende il circondario autonomo della Čukotka nel circondario federale dell'Estremo Oriente.
Sede eparchiale è la città di Anadyr', dove si trova la cattedrale della Trinità.
L'eparca ha il titolo ufficiale di «eparca di Anadyr' e Čukotka».

## Storia
L'eparchia è stata eretta dal Santo Sinodo della Chiesa ortodossa russa il 19 luglio 2000, ricavandone il territorio dall'eparchia di Magadan.